# Меркатале ин Вал ди Пеза
Меркатале ин Вал ди Пеза је насеље у Италији у округу Фиренца, региону Тоскана.
Према процени из 2011. у насељу је живело 2167 становника. Насеље се налази на надморској висини од 291 м.